# Augustin Frécine
Augustin-Lucie Frécine, né le 13 décembre 1751 à Montrichard, mort le 19 juin 1804 dans la même ville, est un homme politique de la Révolution française. 

## Biographie
En septembre 1791, Frécine, alors président du tribunal du district de Saint-Aignan, est élu député du département de Loir-et-Cher, le troisième sur sept, à l'Assemblée nationale législative. Il vote en faveur de la mise en accusation du marquis de Lafayette. 
La monarchie s'effondre à l'issue de l'insurrection du 10 août 1792. En septembre, Frécine est réélu député du Loir-et-Cher, le cinquième sur sept, à la Convention nationale. Il siège sur les bancs de la Montagne. Lors du procès de Louis XVI, il vote la mort et rejette l'appel au peuple et le sursis. Il est absent lors de la mise en accusation de Marat et s'oppose au rétablissement de la Commission des Douze. Proche des « derniers montagnards », signe la demande d'appel nominal lors de l'insurrection du 12 germinal an III.

## Son action en Belgique
Il participa à l'organisation administrative de la Belgique (décret du 15 octobre 1794).
Représentant du peuple de l'administration générale du Pays de Liège, installé dans l'Hôtel de Hayme de Bomal à Liège qui abrite la préfecture de l'Ourthe, il réunit à l'administration du Pays de Liège, le Limbourg, les pays de Stavelot, de Franchimont et de Logne et met en place à Liège le tribunal révolutionnaire en octobre 1794.
Frécine fut aussi celui qui donna l'ordre, en 1794, de saisir le crâne du futur spécimen holotype de Mosasaurus hoffmannii de Maëstricht appartenant au chanoine Theodorus Joannes Godding, pour le confisquer et le ramener au muséum national d'histoire naturelle à Paris, en application d'un décret de la Convention nationale.

## Publications
- Frécine & Loysel, Précis historique sur l'uniformité des poids et mesures..., publié à Paris en l'An 2 de la République, lire en ligne sur Gallica.
- Rapport et projet de décret concernant l'organisation de l'administration des assignats : présentés au nom du Comité des finances, le 4 janvier 1793, l'an 2me. de la République française.
- Compte rendu à la Convention nationale de la mission aux armées du Nord et de Sambre et Meuse, depuis le 9 fructidor de l'an deuxième jusqu'au 11 ventôse de l'an troisième / par le représentant du peuple Frecine, etc. ; impr. par ordre de la Convention nationale, Floréal, l'An III, lire en ligne sur Gallica.
- Rapport et projet de décret sur l'organisation des monnoies : présentés au nom du Comité des finances, Section des assignats et monnoies : séance du 12 vendémiaire an 4.

## Sources
- « Augustin Frécine », dans Adolphe Robert et Gaston Cougny, Dictionnaire des parlementaires français, Edgar Bourloton, 1889-1891 [détail de l’édition]